# Fuente el Sol
Fuente el Sol es un municipio y localidad española de la provincia de Valladolid, en la comunidad autónoma de Castilla y León. Cuenta con una población de 153 habitantes (INE 2024).

## Demografía
Cuenta con una población de 153 habitantes (INE 2024).
| Gráfica de evolución demográfica de Fuente el Sol entre 1842 y 2021                                                   |
| |
| Población de derecho según los censos de población del INE. Población de hecho según los censos de población del INE. |

| 346                        | 314 | 290 | 278 | 194 | 156 |
| (Fuente: [cita requerida]) |     |     |     |     |     |

## Patrimonio
- Castillo de Fuente el Sol
- Iglesia Parroquial de San Juan Bautista
- Torre Mudéjar